# زينيا فاسيلكيفسكا
زينيا فاسيلكيفسكا (بالأوكرانية: Женя Васильківська؛ 6 يناير 1929 - 25 أبريل 2021) شاعرة ومترجمة أوكرانية، وناقدة أدبية وعضوًا في مجموعة شعراء نيويورك.

## السيرة الشخصية
ولدت في كوفيل عام 1929. غادرت فاسيلكيفسكا أوكرانيا عام 1944. عاشت لأول مرة في مدينة لينز النمساوية، حيث تخرجت من المدرسة الثانوية. في عام 1951 انتقلت إلى الولايات المتحدة حيث استقرت في مدينة نيويورك.
تخرجت من الولايات المتحدة بدرجة علمية في فقه اللغة من جامعة كولومبيا. سرعان ما حصلت على درجة الدكتوراه في الفلسفة، ودافعت عن أطروحتها عن الشاعر الفرنسي سانت جون بيرس. في عام 1968 تزوجت من د. أوسجود.
بعد التخرج قامت بتدريس اللغة الفرنسية في مؤسسات تعليمية مختلفة، وعملت لاحقًا كمستشارة سياسية للحكومة الأمريكية.
نشرت في نيويورك الشاعر الجديد في عامي 1961 و1962، ونشرت مجموعة من القصائد الأصلية «المسافات القصيرة» (1959)، بالإضافة إلى ترجمات منشورة لمؤلفين فرنسيين (شعر جاك بريفير، «أنتيجون» لجان أنويله، وغيرها). عاشت في شمال فيرجينيا. تم تضمين قصائد فاسيلكيفسكا في جميع المختارات الثلاثة لشعراء مجموعة نيويورك المنشورة في هذا الوقت.
توفيت لأسباب طبيعية في 25 أبريل 2021 في واشنطن.